# Křišťanov
Křišťanov (en allemand : Christianberg) est une commune du district de Prachatice, dans la région de Bohême-du-Sud, en République tchèque. Sa population s'élevait à 88 habitants en 2023.

## Géographie
Kratušín se trouve à 12 km au sud de Prachatice, à 35 km à l'ouest-sud-ouest de České Budějovice et à 134 km au sud-sud-ouest de Prague.
La commune est limitée par Zbytiny à l'ouest et au nord, par Chroboly au nord, par Ktiš à l'est, par le terrain militaire de Boletice et Nebahovy au sud, et par Vitějovice à l'ouest.

## Histoire
La première mention écrite du village date de 1694.

## Patrimoine

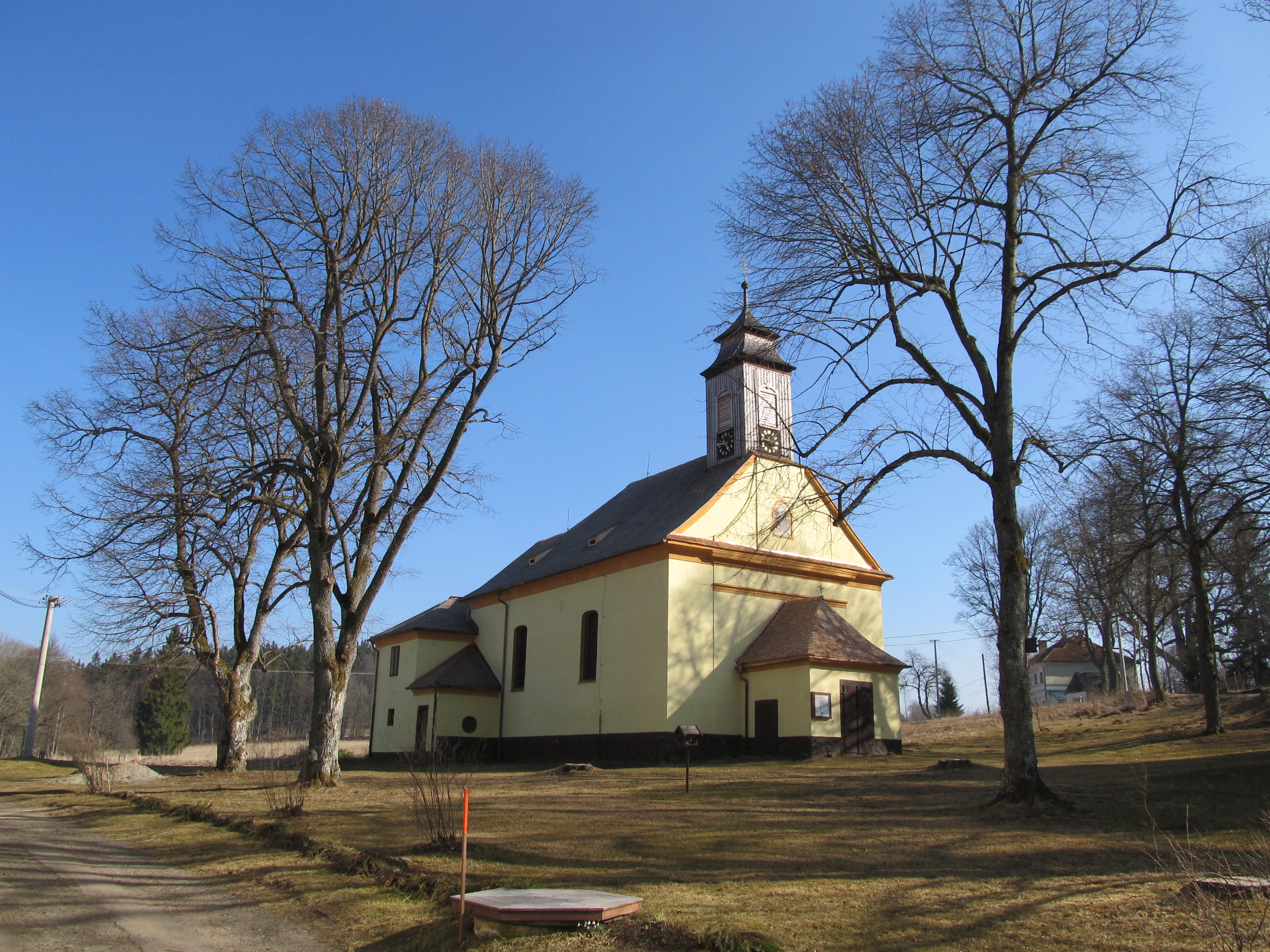
Église du Saint-Nom de Jésus.
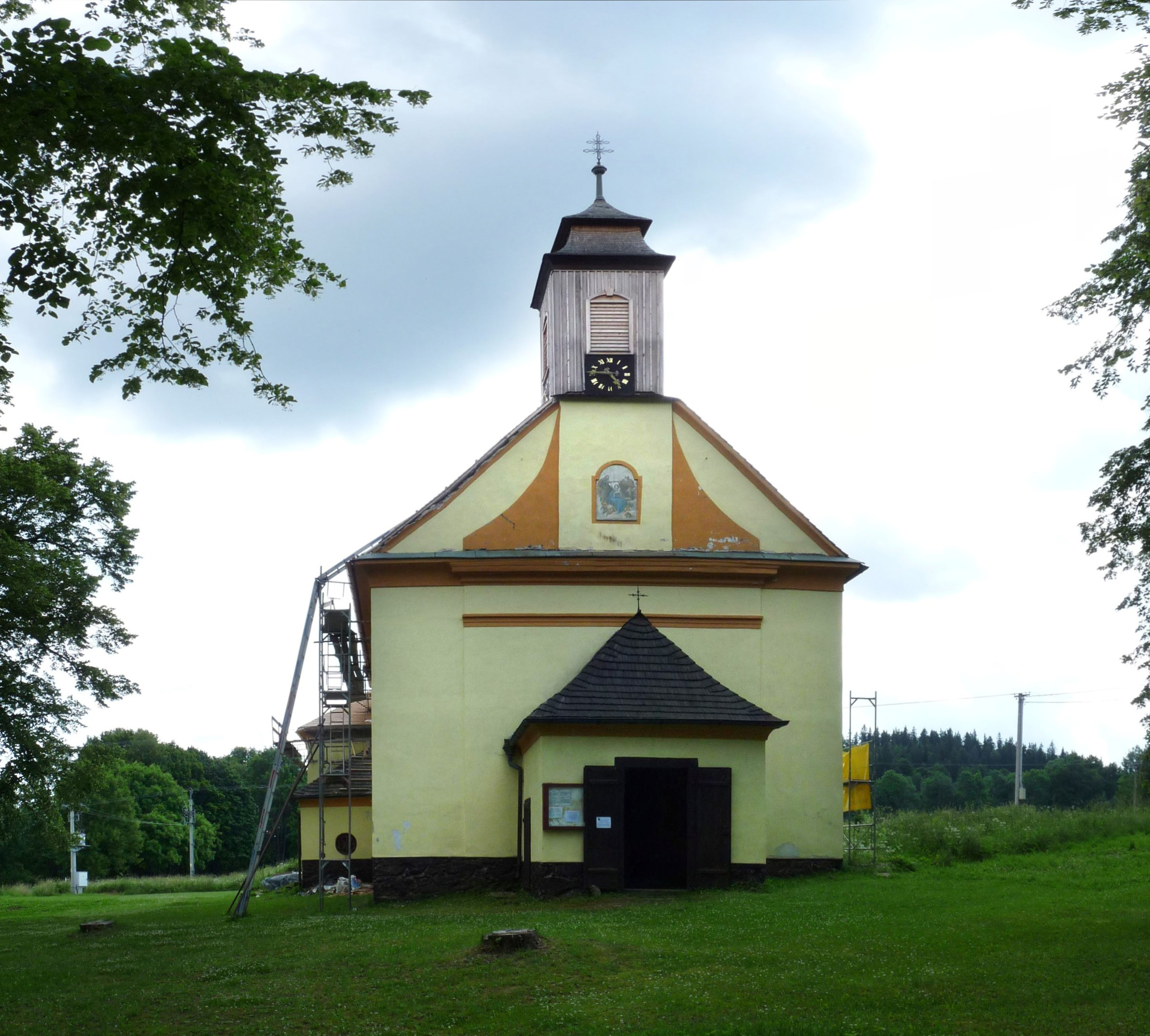
Façade de l'église.

## Administration
La commune se compose de trois sections :
- Arnoštov
- Křišťanov
- Markov

## Transports
Par la route, Křišťanov se trouve à 19 km de Prachatice, à 42 km de Ceské Budejovice et à 174 km de Prague.